# Сільський стадіон (Каларашовка)
Сільський стадіон, Стадіон Каларашовки (рум. Stadionul Călărăşăuca) — багатофункціональний стадіон, що розташований в селі Каларашовка Окницького району Молдови. Є домашньою ареною футбольного клубу Ністру (Атаки). У 2008—2009 рр. проведена реконструкція, що дозволяє проводити матчі Національного дивізіону Молдови.